# Monchy British Cemetery
Le Monchy British Cemetey (cimetière britannique de Monchy-le-Preux) est un cimetière militaire de la Première Guerre mondiale, situé sur le territoire de la commune de Monchy-le-Preux, dans le département du Pas-de-Calais, à l'est d'Arras.

## Localisation
Ce cimetière est situé à 1,5 km à l'ouest du village, sur le chemin d'Arras, à 200 m de l'autoroute.

## Histoire

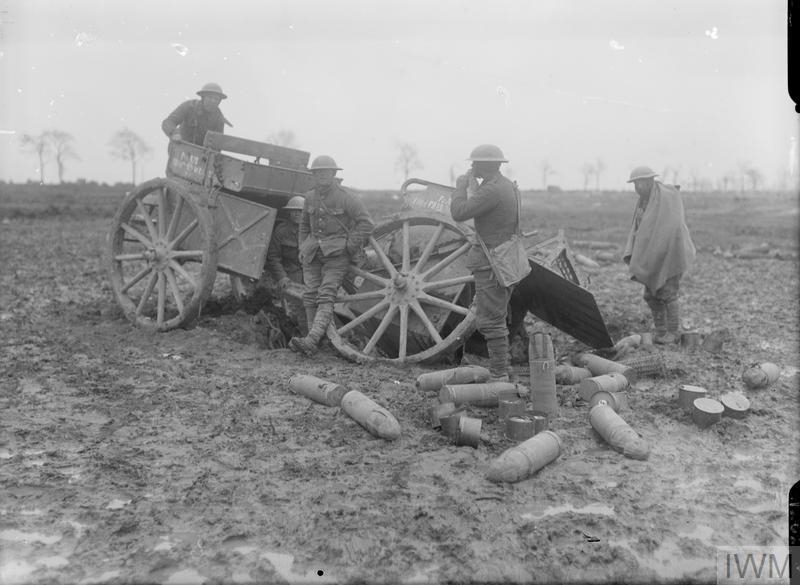
Les soldats britanniques près d'un transport de munitions allemandes détruit à Monchy-le-Preux le 11 avril 1917.

Occupé par les Allemands de puis le début de la guerre, le village de Monchy, situé sur une position relativement élevée et dominante, a été capturé par les forces du Commonwealth le 11 avril 1917. Ce cimetière a été commencé immédiatement pour inhumer les victimes des combats et a continué à être utilisé comme cimetière de première ligne jusqu'à l'offensive allemande de mars 1918, lorsqu'il est tombé entre leurs mains. Le village a été repris définitivement par les troupes canadiennes le 26 août 1918.
Il y a maintenant 581 militaires du Commonwealth de la Première Guerre mondiale enterrés ou commémorés dans ce cimetière. dont 58 ne sont pas identifiées.

## Caractéristiques
Ce  cimetière, d'un plan rectangulaire de 50 m sur 30, est entouré d'un muret de moellons. Le cimetière a été conçu par l'architecte britannique Edwin Lutyens.

## Galerie

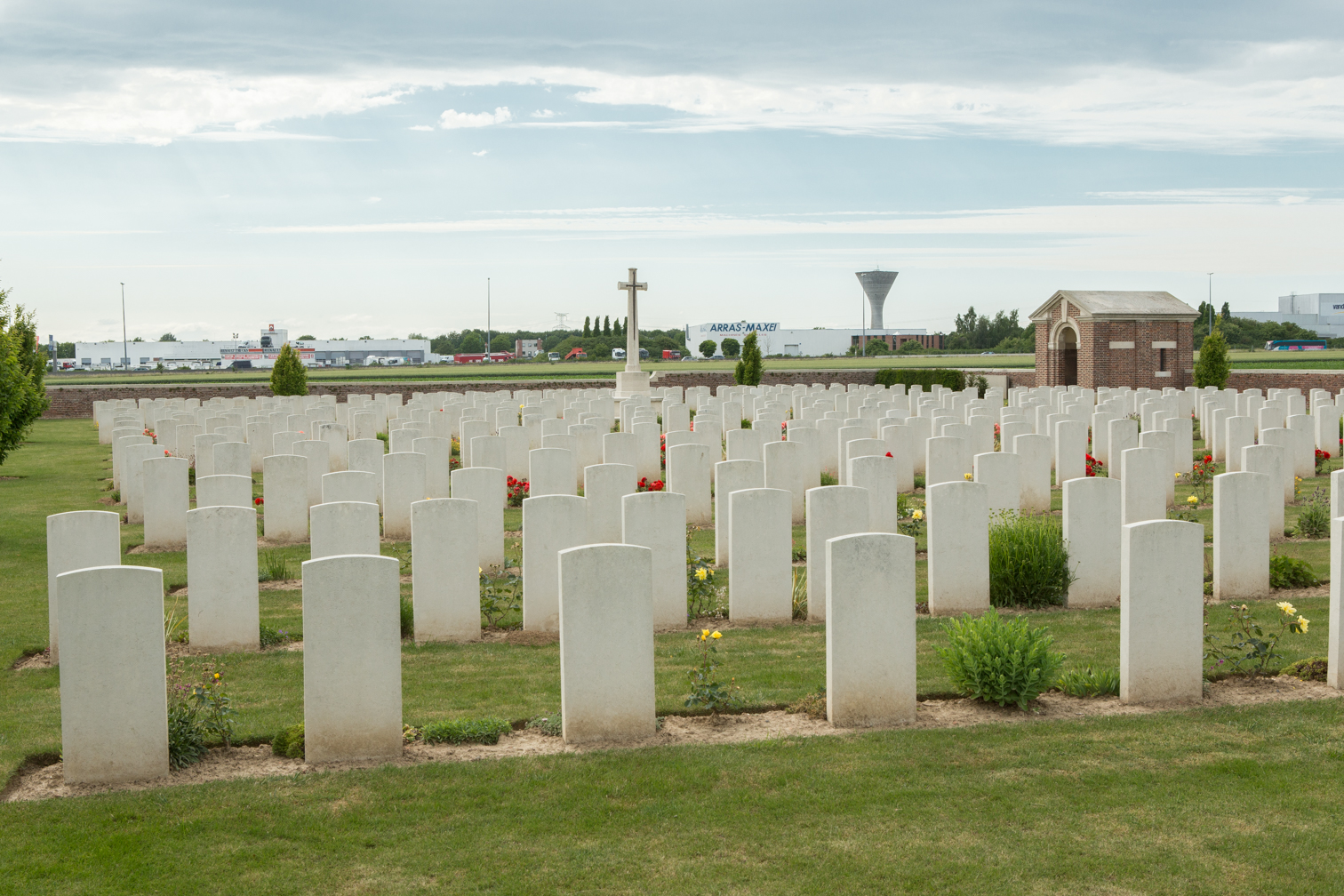
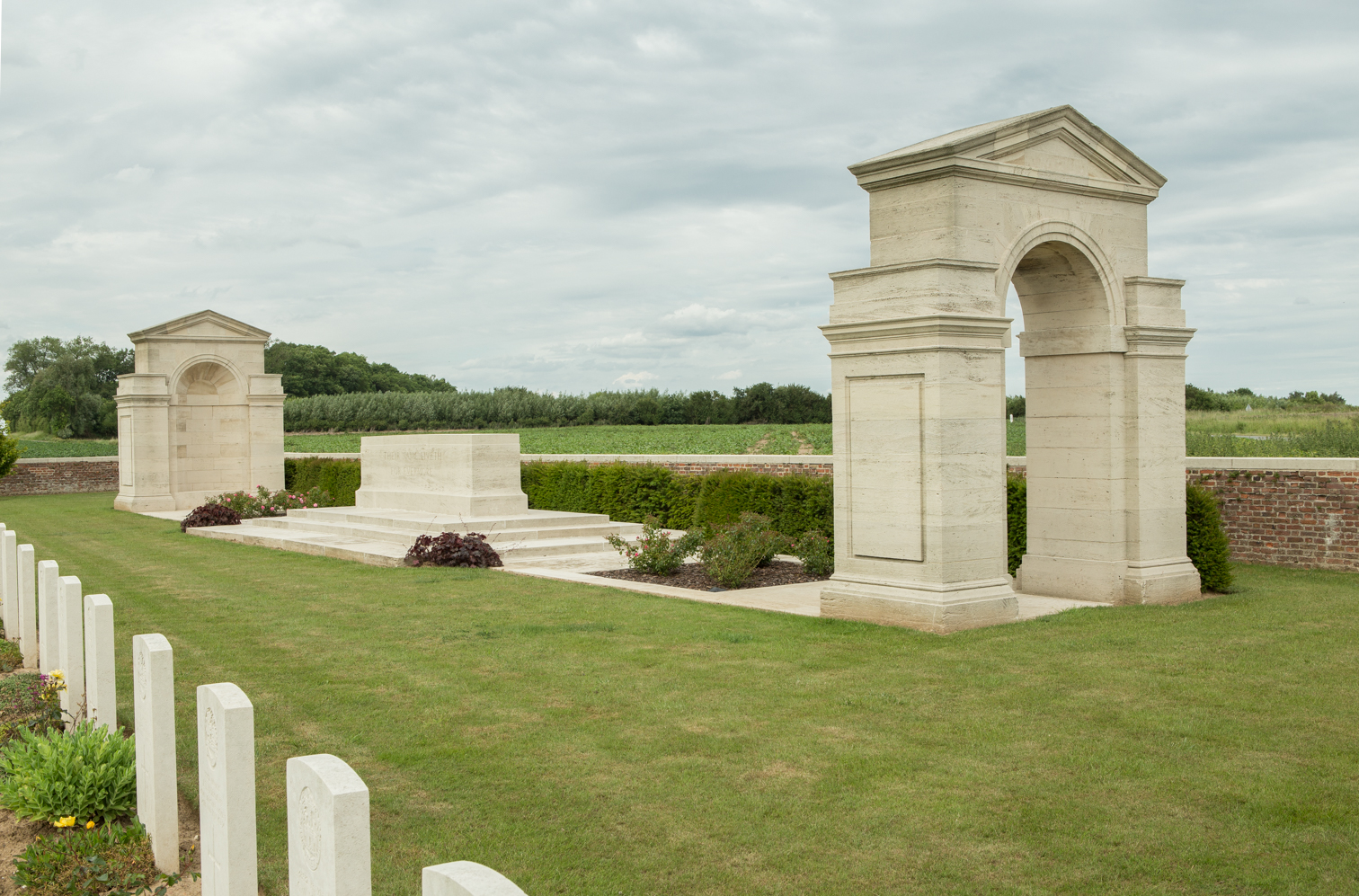
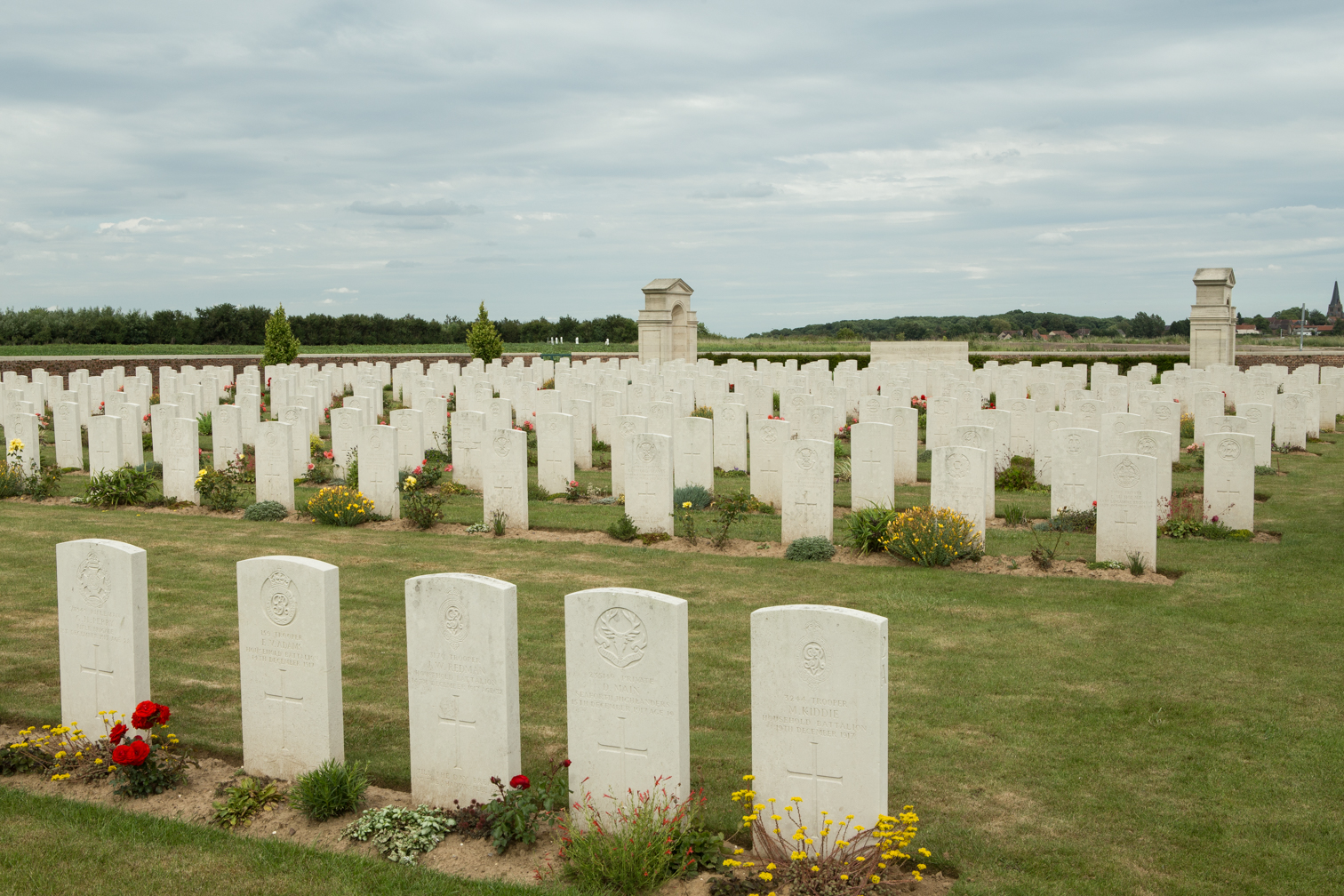
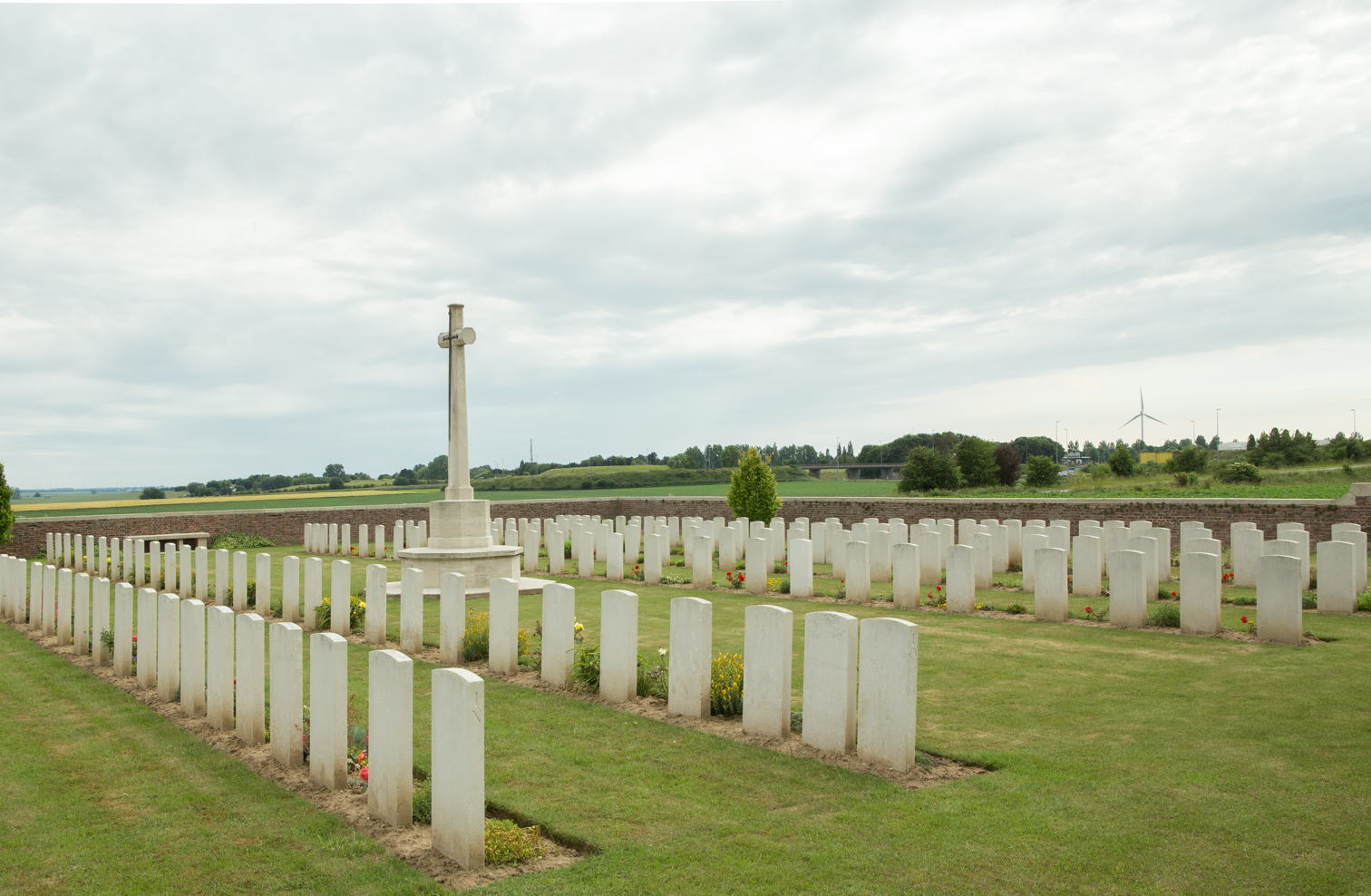
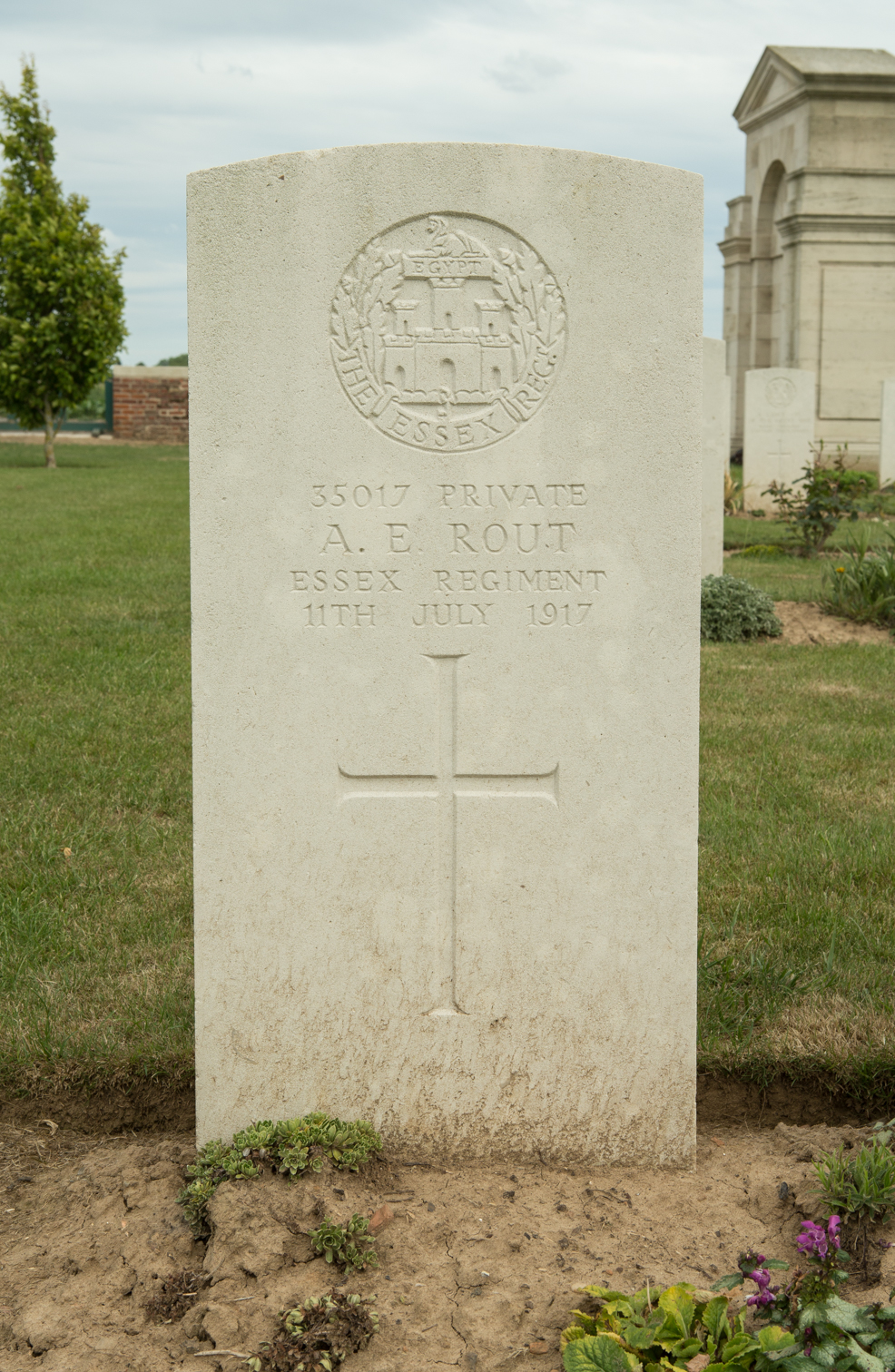

## Sépultures
| Pays        | Sépultures |
| ----------- | ---------- |
| Royaume-Uni | 558        |
| Canada      | 23         |
| Total       | 581        |

## Pour approfondir